# Pär Luttropp
Pär Wilhelm Luttropp, född 13 januari 1969 i Botkyrka, är en svensk skådespelare. Han var en av de drivande krafterna i Teater Bhopa.

## Filmografi (urval)
- 1999 – Sjätte dagen (TV-serie)
- 2002 – Den osynlige
- 2002 – Familjen (TV-serie)
- 2003 – Hannah med H
- 2005 – Saltön (TV-serie)
- 2006 – En fråga om liv och död (TV-serie)
- 2006 – Bota mig! (TV-serie)
- 2009 – Hagamannen[2]
- 2010 – Ond tro
- 2015 – Ängelby (TV-serie)
- 2018 – Vår tid är nu (TV-serie)
- 2025 – Stenbeck (TV-serie)

## Teater

### Roller (ej komplett)
| År   | Roll         | Produktion                                                                        | Regi                           | Teater                   |
| ---- | ------------ | --------------------------------------------------------------------------------- | ------------------------------ | ------------------------ |
| 1991 | Rollo Peters | Maratondansen (They shoot horses, don't they?) Horace McCoy                       | Tom Lagerborg                  | Helsingborgs stadsteater |
| 1991 | Bamse        | Bamse - världens starkaste björn Rune Andréasson                                  | Lars Svenson                   | Helsingborgs stadsteater |
| 1994 |              | Spartacus Howard Fast                                                             | Alexander Öberg                | Teater Bastard           |
| 1996 |              | Det gudomliga kriget Hans Carlsson och Alexander Öberg                            | Alexander Öberg                | Teater Bhopa             |
| 1997 |              | Johnny var en ung soldat (Johnny Got His Gun) Dalton Trumbo                       | Johan Holmberg                 | Teater Bhopa             |
| 1998 |              | P (Beirut) Alan Bowne                                                             | Alexander Öberg                | Teater Bhopa             |
| 1999 |              | Horisonten är här Mats Kjelbye                                                    | Alexander Öberg Malin Stenberg | Teater Bhopa             |
| 2003 |              | Det stora samlaget Johan Holmberg, Olof Lindqvist, Pär Luttropp och Malin Redvall | Olof Lindqvist                 | Teater Bhopa             |
| 2005 | Homer        | Samlarna Lotta Lotass                                                             | Olof Lindqvist                 | Teater Bhopa             |
| 2006 |              | Bort från Stockport (Port) Simon Stephens                                         | Olof Lindqvist                 | Göteborgs stadsteater    |